# أوفه يوهانسون
أوفه يوهانسون (بالإنجليزية: Ove Johansson)‏ هو لاعب كرة قدم أمريكية أمريكي، ولد في 31 مارس 1948 في غوتنبرغ في السويد.

## وصلات خارجية
- أوفه يوهانسون على موقع مرجع كرة القدم المحترفة.كوم (الإنجليزية)